# Mesosuchia
Mesosuchia is de niet meer gangbare aanduiding voor een parafyletische groep Crocodyliformes.
De naam, de 'middenkrokodillen', werd in 1875 door Thomas Huxley bedacht voor een onderorde en werd daarna gebruikelijk als aanduiding voor alle vormen die op een krokodil leken en meer geavanceerd waren dan de Protosuchia maar minder dan de Eusuchia. Het was dus allereerst een verwijzing naar de ontwikkelingsgraad van een bepaalde soort, waarbij vooral de vorm van de wervels, de verbening van het verhemelte en de plaatsing van de neusgaten beslissend waren
Alfred Romer wees er in 1956, in zijn Osteology of the Reptilia, verschillende families aan toe, waaronder de Teleosauridae, Metriorhynchidae, Pholidosauridae, Atoposauridae, Goniopholidae, Notosuchidae en Dyrosauridae. Rodney Steel hield het in 1973 in zijn standaardwerk Crocodylia op de Atoposauridae, Goniopholididae, Paralligatoridae, Notosuchidae, Libycosuchidae, Sphagesauridae, Hsisosuchidae, Teleosauridae, Pholidosauridae en Congosauridae. 
Omdat de moderne kroongroep van de Crocodilia uit een van deze groepen geëvolueerd is, zijn de Mesosuchia dus parafyletisch: een groep waaruit een van de afstammende groepen is uitgesloten. In de moderne taxonomie is dat soort concepten impopulair geworden, ook omdat de afgrenzing nooit wetenschappelijk vastgesteld kan worden maar principieel willekeurig is. Men gebruikt nu het begrip Mesoeucrocodylia voor de klade die ongeveer de traditionele Mesosuchia omvat maar nu samen met de Eusuchia.
Een poging om het begrip als naam voor een klade te gebruiken door het een exacte definitie te geven, is tot nu toe nooit ondernomen.